# Cucullia daedalis
Cucullia daedalis là một loài bướm đêm trong họ Noctuidae.